# Alexander von Schrenk
Pour les articles homonymes, voir Schrenk.
Compléments
Frère du naturaliste Leopold von Schrenck
Alexander Gustav von Schrenk ou Schrenck, né le 4 février 1816 dans le domaine de Triznovo près de Toula en Russie et mort le 25 juin 1876 à Dorpat dans le gouvernement de Livonie, est un naturaliste allemand de la Baltique, sujet de l'Empire russe. La tulipe Tulipa schrenkii a été nommée ainsi en son honneur par Eduard von Regel. Il est le frère du naturaliste Leopold von Schrenk.

## Biographie
Alexander von Schrenk descend d'une famille allemande de Livonie appartenant alors à l'Empire russe (aujourd'hui en Estonie). Il étudie les sciences naturelles à l'université de Dorpat entre 1834 et 1837, spécialement la minéralogie et la botanique. Ensuite il devient  botaniste au jardin botanique impérial de Saint-Pétersbourg et participe à une excursion scientifique dans le nord de l'Empire (après avoir traversé la Petchora au-delà d'Arkhangelsk) en Laponie, puis dans le nord de l'Oural. Ce premier voyage dure six mois au cours desquels il recueille de nombreux spécimens de flore, de faune et de minéraux. En 1839, il voyage dans le grand-duché de Finlande. Plus tard en 1842, il voyage à la demande du jardin botanique impérial de Saint-Pétersbourg en Dzoungarie et dans la partie steppique du Turkestan appartenant aujourd'hui au Kirghizistan. Il décrit Rosa beggeriana.
De retour à Dorpat en 1846, il travaille à son ouvrage Reise nach dem Nordosten des europäischen Rußlands, durch die Tundren der Samojeden, zum arktischen Uralgebirge, édité en deux volumes à Dorpat en 1848 et qui reçoit le prix Demidoff de l'Académie des sciences de Saint-Pétersbourg en 1850. Il est nommé dozent en  minéralogie de l'université de Dorpat en 1849, grâce à sa thèse Übersicht des obern Silurischen Schichtensystems Liv- und Esthlands, vornämlich ihrer Inselgruppe, parue à Dorpat en 1852. Il enseigne alors la paléontologie, la minéralogie et la géologie. Il passe sa thèse de doctorat en 1852 et il est nommé professeur ordinaire de minéralogie. Cependant aucune chaire ne lui est attribuée et il décide donc de se retirer dans sa propriété de Livonie.
Entre 1858 et 1868, il réside surtout dans sa propriété foncière de Heiligensee, puis il fonde à Dorpat la Société des naturalistes de cette ville. Il s'adonne à la poésie et aux légendes et deux livres de lui sont publiés : Fabelbuch (1868) et Romanzen und Balladen (1870). L'empereur Alexandre II le fait inscrire au registre de la noblesse de Russie, le 6 novembre 1859.
Il meurt à l'âge de soixante ans. Il laisse seize publications scientifiques à la postérité. Il a décrit, entre autres choses, pendant son expédition polaire dans l'Oural, 352 espèces de plantes, et 1840 dans l'expédition en Dzoungarie ; plus de 1000 espèces de plantes et plus de 400 d'insectes, respectivement 76 et 33 nouvelles espèces pour la science, plus toutes celles qui ont été nommées en son honneur.

## Hommages

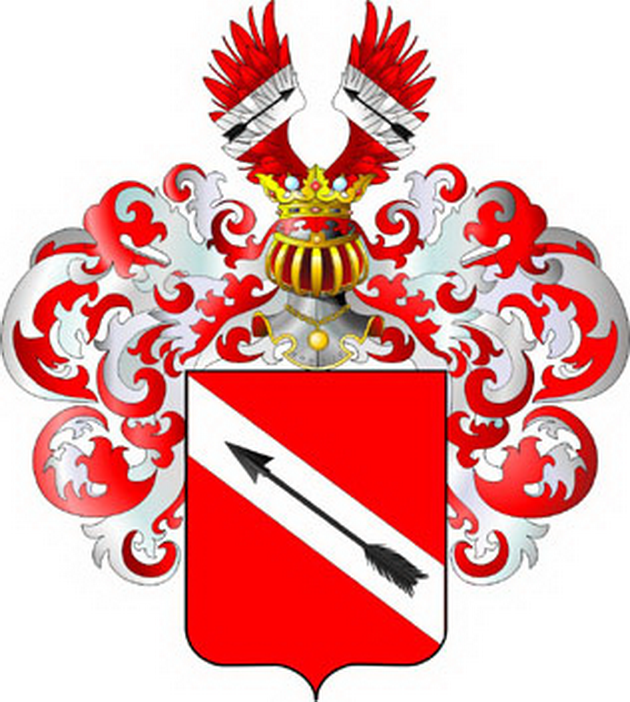
Blason de Schrenk

Les espèces suivantes sont nommées d'après lui:
- Perca schrenkii
- Picea schrenkiana
- Tulipa schrenkii
- Elaphe schrenckii
- Statice schrenkiana Fisch. & C.A.Mey.

## Sources
- (de) Cet article est partiellement ou en totalité issu de l’article de Wikipédia en allemand intitulé « Alexander von Schrenk » (voir la liste des auteurs).

- (ru) Cet article est partiellement ou en totalité issu de l’article de Wikipédia en russe intitulé « Шренк, Александр Иванович » (voir la liste des auteurs).